# シャイ (エジプト神話)
シャイ（Shai Sai Shay ギリシア語： Psais ）または、シャウは、エジプト神話における運命の概念を神格化したものである。

## 概要
運命を意味する神。その名前は、「定められたもの」を意味する。
幸運と不幸の両方に関与していたがレネネトが幸運を司るとされてからは、特に不幸の予兆とみられるようになった。また人間の寿命、その死に方を決めたが人間は、自身の行いによってシャイが定めた運命を変えることができ、さらに他の神々もシャイに干渉することができた。しかし最終的に人間がシャイから逃れることはできないとされた。
オシリスの審判の間に死者の魂が来るとシャイは、メスケネトやレネネトと共に立ち会い人間の性格について証言をした。
シャイの姿の表現は、時代が下るにつれて人間から山羊、蛇へと変化していった。またメスケネトを表す誕生レンガの下に置かれた姿で表現されることもあったが、このメスケネトがシャイの妻であるとされた。